# Gonzales Ortega
Gonzales Ortega är en ort i Mexiko.   Den ligger i kommunen Villa de Cos och delstaten Zacatecas, i den centrala delen av landet, 500 km nordväst om huvudstaden Mexico City. Gonzales Ortega ligger 2 042 meter över havet och antalet invånare är 4 137.
Terrängen runt Gonzales Ortega är en högslätt, och sluttar brant österut. Runt Gonzales Ortega är det mycket glesbefolkat, med 5 invånare per kvadratkilometer. Närmaste större samhälle är Villa de Cos, 17,9 km nordost om Gonzales Ortega. Omgivningarna runt Gonzales Ortega är i huvudsak ett öppet busklandskap.